# York-Sud—Weston—Etobicoke
Pour les articles homonymes, voir York.
Circonscription électorale fédérale du Canada
York-Sud—Weston ((en) York South—Weston) est une circonscription électorale fédérale et provinciale en Ontario.

## Circonscription fédérale
La circonscription est située dans le sud de l'Ontario, plus précisément dans la partie nord de l'ancienne ville de North York, dans la grande région de Toronto.  
Les circonscriptions limitrophes sont Davenport, Eglinton—Lawrence, Etobicoke-Centre, Etobicoke-Nord, Parkdale—High Park, York-Centre et York-Ouest.      

### Résultats électoraux
|       | Candidat          | Parti             | # de voix | % des voix |
|       | James Robinson    | Conservateur      | +08 399,  | 19,22 %    |
|       | Ahmed Hussen      | Libéral           | +20 093,  | 45,97 %    |
|       | (X) Mike Sullivan | NPD               | +13 281,  | 30,39 %    |
|       | John Johnson      | Vert              | +00892,   | 2,04 %     |
|       | Stephen Lepone    | Parti libertarien | +01 041,  | 2,38 %     |
| Total | Total             | Total             | 43 706    | 100 %      |

|       | Candidat        | Parti        | # de voix | % des voix |
|       | Jilian Saweczko | Conservateur | +08 559,  | 24,32 %    |
|       | (x) Alan Tonks  | Libéral      | +11 542,  | 32,79 %    |
|       | Mike Sullivan   | NPD          | +14 122,  | 40,12 %    |
|       | Sonny Day       | Vert         | +00975,   | 2,77 %     |
| Total | Total           | Total        | 35 198    | 100 %      |

|       | Candidat            | Parti        | # de voix | % des voix |
|       | Aydin Cocelli       | Conservateur | +07 021,  | 20,36 %    |
|       | (x) Alan Tonks      | Libéral      | +16 071,  | 46,6 %     |
|       | Mike Sullivan       | NPD          | +09 641,  | 27,95 %    |
|       | Andre Papadimitriou | Vert         | +01 757,  | 5,09 %     |
| Total | Total               | Total        | 34 490    | 100 %      |

### Historique
La circonscription de York-Sud—Weston a été créée en 1976 avec des parties de York-Sud, York-Ouest, Davenport, High Park—Humber Valley et Etobicoke.
| Législature                                                                                    | Années       | Député        | Député           | Parti       |
| ---------------------------------------------------------------------------------------------- | ------------ | ------------- | ---------------- | ----------- |
| York-Sud—Weston issue de York-Sud, York-Ouest, Davenport, High Park—Humber Valley et Etobicoke |              |               |                  |             |
| 31e                                                                                            | 1979–1980    |               | Ursula Appolloni | Libéral     |
| 32e                                                                                            | 1980–1984    |               | Ursula Appolloni | Libéral     |
| 33e                                                                                            | 1984–1988    | John Nunziata |                  | Libéral     |
| 34e                                                                                            | 1988–1993    | John Nunziata |                  | Libéral     |
| 35e                                                                                            | 1993–1996    | John Nunziata |                  | Libéral     |
| 35e                                                                                            | 1996-1997    | John Nunziata |                  | Indépendant |
| 36e                                                                                            | 1997–2000    | John Nunziata |                  | Indépendant |
| 37e                                                                                            | 2000–2004    |               | Alan Tonks       | Libéral     |
| 38e                                                                                            | 2004–2006    |               | Alan Tonks       | Libéral     |
| 39e                                                                                            | 2006–2008    |               | Alan Tonks       | Libéral     |
| 40e                                                                                            | 2008–2011    |               | Alan Tonks       | Libéral     |
| 41e                                                                                            | 2011–2015    |               | Mike Sullivan    | NPD         |
| 42e                                                                                            | 2015–2019    |               | Ahmed Hussen     | Libéral     |
| 43e                                                                                            | 2019–2021    |               | Ahmed Hussen     | Libéral     |
| 44e                                                                                            | 2021–Présent |               | Ahmed Hussen     | Libéral     |

## Circonscription provinciale
Depuis les élections provinciales ontariennes du 4 octobre 2007, l'ensemble des circonscriptions provinciales et des circonscriptions fédérales sont identiques.
1. ↑  Élections Canada, « Résultats Élection fédérale canadienne de 2021 », sur enr.elections.ca (consulté le 19 février 2022).
2. ↑  Élections Canada, « Résultats Élection fédérale canadienne de 2019 », sur enr.elections.ca (consulté le 4 novembre 2019).
3. ↑  Élections Canada.